# Läppförstoring

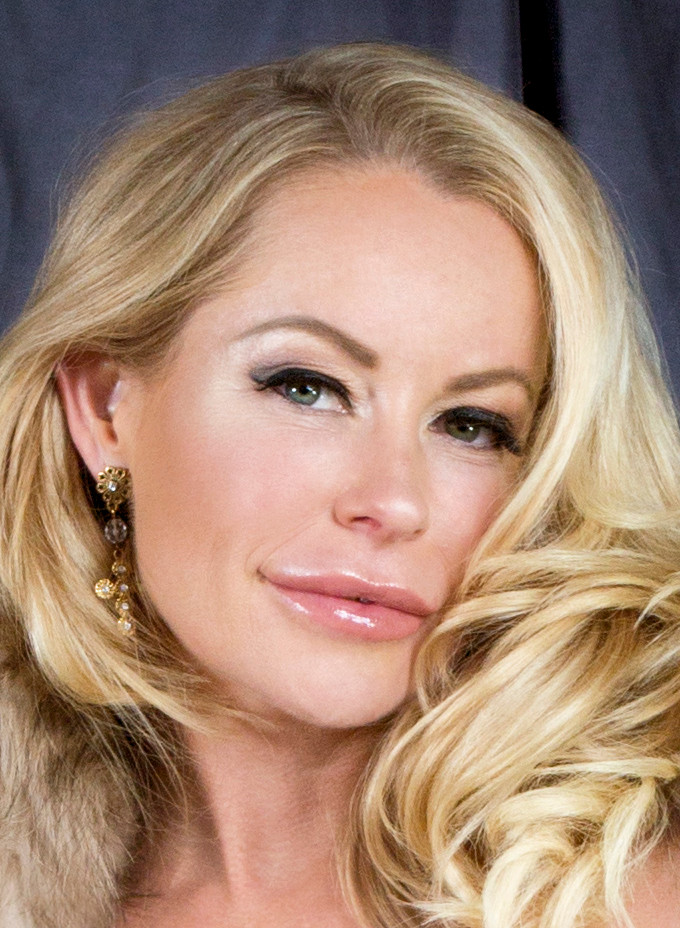
Åsa Vesterlund har länge varit öppen med att hon gjort olika plastkirurgiska ingrepp. (bild från 2013)

Läppförstoring är ett plastikkirgiskt ingrepp där läpparna förstoras eller ges ett fylligare utseende. Detta kan åstadkommas som ett permanent ingrepp med hjälp av implantat (AlloDerm, Gore-Tex) eller med injektion av fett eller hyaluronan.  
De idag vanligaste metoderna är:
- Att med injicering eller med kiruriskt ingrepp lägga in kroppseget fett som man utvunnit med fettsugning eller kirurgi.
- Injicering med hyaluronsyra.

Läpparna kan också få ett fylligare utseende genom att flytta fram munnens skinn, med en metod som kallas V-Y-plastik.
Kroppseget material av läderhud med fett som läggs in i läppen kan också ge mer volym.

## Kritik
Skönhetsvärdet av läppförstoringar har ifrågasatts. I kortfilmen Skönheten av Beata Gårdeler framställs läppförstoringar som en snedvriden och förfulande trend.

## Lagar och regler
Från och med 1 juli 2021 krävs registrering, patientförsäkring och kompetensprövning för de personer och företag som injicerar så kallade fillers i Sverige. I maj 2020 införde EU krav på godkännande av de produkter som injiceras.